# Matěj Norbert Vaněček
Matěj Norbert Vaněček (30. ledna 1859 Tábor – 15. září 1922 Nemyšl u Tábora) byl český matematik, středoškolský a vysokoškolský pedagog. Vyučoval na reálkách v Hradci Králové, Českých Budějovicích a Táboře. Přednášel rovněž na pražské technice; roku 1906 tam byl jmenován docentem a o dva roky později profesorem. Věnoval se převážně analytické geometrii.

## Život
Narodil se 30. ledna 1859 v Táboře. Absolvoval vyšší reálku v Táboře a pražskou techniku, kde se zaměřil na matematiku a deskriptivní geometrii. Roku 1883 získal oprávnění vyučovat na reálných školách.
Působil zpočátku jako asistent na technice (např. roku 1888 zastupoval prof. Gabriela Blažka, který byl zvolen poslancem říšské rady), později přijal místo suplenta na gymnáziu v Německém Brodě a na reálce v Hradci Králové (1889–93). V roce 1893 byl jmenován profesorem na reálce v Českých Budějovicích, odkud byl po deseti letech přeložen do Tábora. Tam již roku 1904 dostal dlouhodobé volno, aby mohl opět přednášet na ČVUT. Roku 1906 se na technice stal soukromým docentem a v roce 1908 řádným profesorem matematiky. Ve školním roce 1909-10 a 1919-20 byl rovněž děkanem obecného oddělení.
Byl jmenován členem Société mathématique de France a Circolo Matematico di Palermo. Vychoval generace českých techniků.
Zemřel 15. září 1922 v Nemyšli u Tábora č. 42, náhle následkem kornatění tepen. Pohřben byl v Čelkovicích.

## Dílo
Psal vědecká pojednání a učebnice matematiky a geometrie. Předmětem jeho zájmu byla hlavně analytická geometrie. Přispíval do sborníků Královské české společnosti nauk, Francouzské akademie věd a Královské akademie v Lutychu, zčásti společně s bratrem Josefem Sylvestrem.
Knižně vyšly např.:
- Měřictví pro … třídu škol reálných (1900–1903, učebnice pro 1. až 4. ročník)
- Matematika. I. běh (1909, skripta pro ČVUT)
- K reformě studia středoškolského (cca 1914)

## Příbuzenstvo
- 13. února 1893 se v Táboře oženil s Františkou Křemenovou (1866–??), dcerou místního pekaře.[16]
  - Syn Bohuš Vaněček[17] (1895–??) se stal docentem a doktorem ČVUT. Zabýval se převážně silničním a dopravním stavitelstvím.[18]
- Bratr Josef Sylvestr Vaněček (1848–1922) byl rovněž matematik a středoškolský pedagog. Působil převážně v Jičíně. Byl spoluautorem některých prací Matěje Norberta Vaněčka.[3]